# Institut de recherche Robert-Sauvé en santé et en sécurité du travail
L’institut de recherche Robert-Sauvé en santé et en sécurité du travail (IRSST) est un organisme à but non lucratif québécois fondé en 1980 et ayant pour mission de contribuer à la santé et à la sécurité du travail par la recherche, des analyses de laboratoires, ainsi que la diffusion et le transfert des connaissances dans une perspective de prévention et de retour durables au travail. 

## Organisation
Doté d’un conseil d’administration où siègent, en nombre égal, des représentants des employeurs et des travailleurs, l’IRSST dispose aussi d’un conseil scientifique composé de représentants des travailleurs, des employeurs et de membres des milieux scientifiques et technique. Le conseil scientifique se prononce sur la pertinence, le caractère prioritaire et la qualité des projets de recherche. 
Le personnel scientifique de l'IRSST appartient à des disciplines variées : ergonomie, hygiène industrielle, chimie, physique, biologie, microbiologie, kinanthropologie, génie, sociologie, anthropologie, démographie, psychologie et économie. 
L’Institut est un acteur au Québec dans la formation de la relève scientifique en SST. Le personnel scientifique de l’IRSST dirigent des étudiantes et étudiants gradués à la maîtrise et au doctorat, encadrent des stagiaires de 1er et 2e cycle ainsi que des stagiaires postdoctoraux et sont professeures et professeurs associés dans plusieurs universités québécoises.

## Cadre de référence pour la recherche en SST
À la fois centre de recherche et organisme subventionnaire, l’expertise de l'Institut est décliné en 3 axes et en 6 thèmes de recherche :

### Axes de recherche
- Prévention des atteintes à l’intégrité physique et psychique;
- Réadaptation, retour et maintien au travail;
- Surveillance et prospection des données en SST;

### Thèmes de recherche
- Identification des dangers, estimation et évaluation des risques;
- Élimination des dangers et maîtrise des risques;
- Métrologie appliquée à la SST;
- Organisation du travail;
- Santé mentale et psychologique;
- Population, société et SST;

L’IRSST rend disponible l’ensemble de sa production scientifique et technique sur son dépôt institutionnel, PhareSST .
Il publie également le magazine Prévention au travail , en collaboration avec la CNESST.

## Communications
Depuis 2020, l'IRSST collabore avec Savoir média pour la production de plusieurs séries afin de mieux faire connaître l'avancée de la recherche dans le domaine de la santé et sécurité au travail :
- Facteurs de risque (3 saisons, en 2020, 2022 et 2024)[4]
- Facteurs de changement (3 saisons, en 2020, 2022 et 2024)[5]
- Facteurs de risque - En 1 minute (2025)[6]
- Parlons job (en cours de production en 2025)